# Riedelia curcumoidea
Riedelia curcumoidea là một loài thực vật có hoa trong họ Gừng. Loài này được Pieter van Royen miêu tả khoa học đầu tiên năm 1979.

## Phân bố
Loài này được tìm thấy ở tỉnh Papua, Indonesia. Mẫu vật điển hình: C. Kalkman 4493 thu thập tại núi Antares (Gunung Antaros, trong huyện Pegunungan Bintang, tỉnh Papua).